# Пилипенко, Павел Ананьевич
Павел Ананьевич Пилипенко (1897—1975) — генерал-майор Советской Армии, участник Гражданской и Великой Отечественной войн.

## Биография
Родился 16 (28) декабря 1897 года в деревне Аниковичи Маслаковской волости Горецкого уезда Могилевской губернии (ныне упраздненный населенный пункт, бывшая деревня в составе Горецкого района Могилёвской области Республики Беларусь) в крестьянской семье.
В РККА с 28 декабря 1918 года. Член ВКП(б) с 1919 года.
Участвовал в боях Гражданской войны с марта 1920 по июнь 1921 года на Южном фронте.
С 1921 по 1924 год обучался в Киевской артиллерийской школе.
В 1924-1931 годах занимал должности командира взвода, батареи, командира дивизиона.
В 1931-1938 годах - начальник штаба корпусного артиллерийского полка, командир артиллерийского полка.
С августа 1942 года Пилипенко находился на фронтах Великой Отечественной войны. Принимал участие в боях на Северо-Кавказском, Степном, Воронежском, 1-м Украинском и 1-м Белорусском фронтах. Участвовал в битве за Кавказ и освобождении Кубани, будучи начальником штаба 23-го стрелкового корпуса 47-й армии Степного фронта.
Начальник штаба артиллерии 3-го стрелкового корпуса Закавказского фронта, начальник штаба артиллерии 46-й армии.
Позднее полковник Павел Пилипенко воевал заместителем командующего артиллерией 47-й армии, в этом качестве участвовал в битве за Днепр, лично руководил противотанковой обороной на левом фланге армии и переброской артиллерии на плацдармы на западном берегу реки.
С 1944 по 1949 год - командующий артиллерией 11-го танкового корпуса. Лично возглавлял действия артиллерии корпуса при сопровождении танков в наступательных боях на территории Польши летом 1944 года, в том числе во время освобождения городов Мацеюв, Любомль, Парчев, Радзынь, Лукув и Седльце. Кроме того, успешно руководил действиями корпусной артиллерии во время Висло-Одерской операции, в том числе освобождении городов Зволень, Радом, Томашув и ряда других населённых пунктов.
На завершающем этапе войны Пилипенко принимал активное участие в боях за Берлин, руководил артиллерийским сопровождением танков корпуса во время боёв за немецкую столицу. В тех боях артиллерия корпуса нанесла войскам противника большие потери в боевой технике и живой силе.
После окончания войны Пилипенко продолжил службу в Советской Армии. 11 июля 1945 года ему было присвоено воинское звание генерал-майора артиллерии.
В отставке с 15 апреля 1952 года. После увольнения в запас проживал в Киеве.
Умер 9 февраля 1975 года, похоронен на Лукьяновском военном кладбище Киева.

## Награды
Был награждён орденом Ленина, четырьмя орденами Красного Знамени, орденами Суворова 2-й степени, Кутузова 2-й степени, Отечественной войны 1-й и 2-й степеней, рядом медалей, иностранными наградами.